# CTV
CTV Television Network, eller blot CTV, er en canadisk tv-station på engelsk. Stationen ejes af Bell Media.